# Lajoux, Schweiz
Lajoux är en ort och kommun i distriktet Franches-Montagnes i kantonen Jura, Schweiz. Kommunen har 710 invånare (2023).